# Bombardement du quartier général de la flotte de la mer Noire
Le bombardement du quartier général de la flotte de la mer Noire est un événement de la guerre russo-ukrainienne survenu le 22 septembre 2023. Une salve de missiles de croisière ukrainiens Storm Shadow pénètre les défenses aériennes russes et frappe le quartier général de la flotte russe de la mer Noire, situé sur la base navale de Sébastopol. L'attaque est appelée « opération Piège à crabes » (en ukrainien : Крабовою пасткою (Krabovoiou pastkoiou)) par Kyrylo Boudanov, le chef de la Direction principale du renseignement (HUR),,.

## Contexte
À partir de juillet 2022, une série d'explosions et d'incendies se produisent dans la péninsule de Crimée occupée par la Russie, d'où l'armée russe a lancé son offensive sur le sud de l'Ukraine lors de l'invasion russe de l'Ukraine. Occupée depuis 2014, la Crimée sert de base à l'occupation russe ultérieure de l'oblast de Kherson et à l'occupation russe de l'oblast de Zaporijjia. Le gouvernement ukrainien ne reconnaît pas la responsabilité de toutes les attaques, même s'il revendique par la suite l'attaque contre le quartier général de la marine.

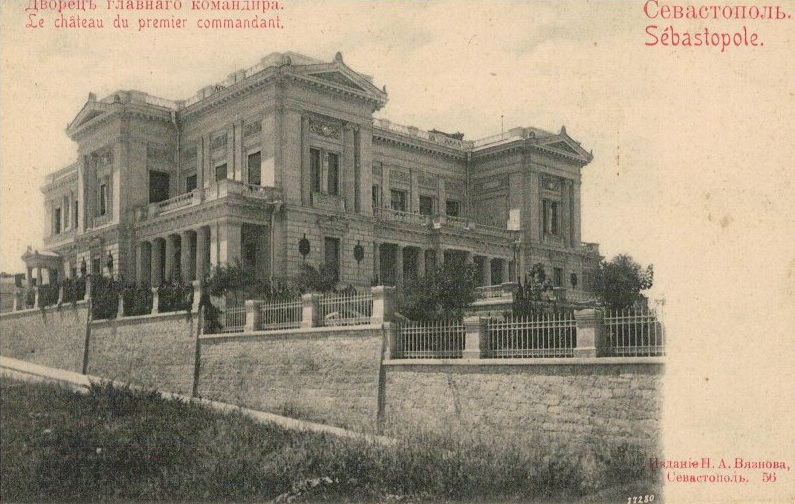
Le château du premier commandant sur une carte postale d'avant 1917.

## Déroulement
Le 22 septembre 2023 à midi, deux ou trois missiles de croisière Storm Shadow, fournis par le Royaume-Uni, frappent le quartier général de la flotte russe de la mer Noire. L'événement est filmé, largement partagé sur les réseaux sociaux, et confirmé par le gouverneur russe Mikhaïl Razvojaïev. L'agence de presse d'État russe Tass rapporte que la frappe ukrainienne consiste en six missiles et que la défense aérienne russe en a abattu cinq, mais que l'un d'entre eux a réussi à toucher le quartier général. Les rapports sur les dégâts varient : selon les autorités locales, les dégâts sont minimes, mais selon de nombreux médias occidentaux, comme The Sun, la frappe est un coup « sévère » pour la Russie ; le tabloïd la qualifie de « blitz enflammé ».
Des sources russes indiquent qu'un seul soldat est porté disparu et que personne n'a été blessé. Mais dans une interview avec Voice of America, le chef du renseignement militaire ukrainien, Kyrylo Boudanov, déclare que la frappe a tué « au moins neuf personnes » et que 16 autres ont été blessées, parmi lesquelles des officiers de haut rang. Il affirme également que « parmi les blessés se trouve le commandant du groupe, le colonel-général Alexandre Romantchouk, dans un état très grave. Le chef d'état-major, le lieutenant-général Oleg Tsekov, est inconscient. Le nombre de militaires « occasionnels » blessés, qui ne sont pas des employés du siège est encore en cours de détermination »,. Des informations circulent en ligne selon lesquelles le commandant en chef, l'amiral Viktor Nikolaïevitch Sokolov, aurait été tué dans l'attaque, mais ni l'Ukraine ni la Russie ne confirment ni ne démentent ces affirmations,. Le 25 septembre, les forces d'opérations spéciales d'Ukraine annoncent un bilan de 34 morts, dont l'amiral Sokolov, et 105 blessés,,. Pour Dmitri Peskov, secrétaire de presse du président Vladimir Poutine : « Il n’y aucune information à ce sujet provenant du ministère de la Défense ». Par ailleurs, le ministère de la Défense russe diffuse des images d'une visioconférence, prétendument datée du 25 septembre, montrant Viktor Sokolov aux côtés d’autres hauts responsables militaires. Ces images ne peuvent toutefois pas être vérifiées.
Alors que des vidéos de la frappe circulent le lendemain sur les réseaux sociaux russes, l'agence Tass révise son bilan à six blessés mais réaffirme que personne n'a été tué et que la situation est sous contrôle. Razvojaïev indique que l'incendie qui faisait rage dans le quartier général a été maîtrisé le 23 septembre.
Le conseiller présidentiel ukrainien Mykhaïlo Podoliak déclare que les frappes se poursuivront jusqu'à ce que la Crimée soit « démilitarisée et libérée », tandis que le secrétaire du Conseil de défense et de sécurité nationale de l'Ukraine, Oleksiy Danilov, affirme qu'il y a deux options pour l'avenir de la flotte russe de la mer Noire. : l'« auto-neutralisation », volontaire ou forcée.
Les autorités russes rapportent peu après qu'une autre frappe a été déjouée près de Bakhtchyssaraï et que le réseau internet de Crimée a été victime d'une « cyberattaque sans précédent »[réf. nécessaire].
Une autre frappe a lieu à Sébastopol moins de 24 heures après la première, visant cette fois les chantiers navals de la ville, à savoir la 13e usine de réparation navale,,.